# كمال اونسيا
كمال اونسيا (بالفرنسية: Kamelanc')‏ أو كمال-انك Kamelanc، المعروف باسم Kamelancien، من مواليد 13 مايو 1980 في جنتيلي (فال دو مارن) هو مغني الراب الفرنسي من أصل مغربي.

## سيرة
ولد باسم كمال جدايني هواري في كريملا بيسيتر، ونشأ في مدينة سويفتس بفرنسا. وهو ابن مهاجرين المغاربة، كبر في مدينة دي مارتيني des Martinets، كمال كان متحمس ل الراب منذ عام 1993، بدأ لأول مرة بصفته هاو، ثم بدأ في إنتاج الموسيقى الخاصة به. بالنسبة له الراب هو أفضل وسيلة للتعبير عن العواطف والمشاعر. قبل وقت طويل من حبه لموسيقى الراب والشباب في الحي الذي يقيم فيه الملقب بالفعل «القديم» لأنه كان لقب أخيه الكبير قبله، ولكونهم فقراء، وارتدى دائما نفس الملابس ممزقة وبالية.

## روابط خارجية
- كمال اونسيا على موقع ميوزك برينز (الإنجليزية)
- كمال اونسيا على موقع أول ميوزيك (الإنجليزية)
- كمال اونسيا على موقع ديسكوغز (الإنجليزية)